# Gaspar Xavier Neves
Gaspar Xavier Neves (São José, 7 de setembro de 1815 — Palhoça, 17 de novembro de 1876) foi um político brasileiro. Filho de Joaquim Xavier Neves.
Casou com Maria Luiza das Dores, filha de Francisco da Costa Porto e de Caetana Lina das Dores.
Em 1843, durante uma caçada, descobriu a várzea do rio dos Bugres onde, sendo território devoluto, fez derrubadas, plantou e em seguida requereu a posse das terras. Nesta localidade foi criada em 1847 a Colônia Santa Isabel. Em troca destas terras recebeu outras, nas margens do rio do Cedro, onde foi fundada em 1860 a Colônia Teresópolis.
Combateu na Guerra dos Farrapos ao lado de David Canabarro.
Foi deputado à Assembleia Legislativa Provincial de Santa Catarina na 18ª legislatura (1870 — 1871).
Foi diretor das colônias Santa Isabel e Teresópolis, em 1868, sucedendo Theodor Todeschini, e Angelina, de 17 de dezembro de 1873 a 17 de novembro de 1876.
Possuiu uma sesmaria entre os rios Capivari e Braço do Norte. Requereu e obteve esta sesmaria estrategicamente no momento da criação da Colônia Espontânea do Braço do Norte.
Como presidente da Câmara Municipal de São José exerceu o governo do município de 1873 a 1876.
Foi coronel da Guarda Nacional. Foi sepultado em Florianópolis.